# Костял-Шимонович, Криста
Криста Костял-Шимонович (хорв. Krista Kostial-Šimonović, 19 декабря 1923[…], Осиек — 29 апреля 2018, Загреб) — хорватский врач и учёный, исследовавшая последствия воздействия на человека тяжёлых металлов и их токсичность. Она была избрана ассоциированным членом Югославской академии наук и искусств в 1981 году и стала полноправным членом Хорватской академии наук и искусств, когда страна обрела независимость от Югославии в 1991 году. В 1996 году она была удостоена Ордена Хорватской утренней звезды в знак признания её научной деятельности.

## Ранние годы
Криста Костял родилась 19 декабря 1923 года в Осиеке, Королевство сербов, хорватов и словенцев, в семье Ивана и Дубравки Костял. В 1943 году она поступила на медицинский факультет Загребского университета, получив степень доктора медицины в 1949 году. С 1949 по 1951 год она изучала медицину труда в Институте общественного здравоохранения имени Андрия Штампара.

## Карьера
Костял начала работать на медицинском факультете Института медицинских исследований и гигиены труда в качестве ассистента в 1950 году, одновременно продолжая обучение в аспирантуре. Проходя курсы на кафедре физиологии Загребского университета в 1951 и 1952 годах, она получила стипендию Всемирной организации здравоохранения (ВОЗ) для работы научным сотрудником в Университетском колледже Лондона. Завершив свои исследования в 1953 году, Костял вернулась в Загребский университет и получила степень доктора медицинских наук в 1955 году, а в следующем году — степень доктора физиологии.
По завершении хабилитации в 1956 году Костял была назначена старшим научным сотрудником и заведующим отделом токсикологии и биофизики Института медицинских исследований и гигиены труда, а до 1964 года занимала должность заведующей кафедрой. Одновременно она преподавала иммунобиологию и физиологию на факультете естественных наук Загребского университета, а в период с 1961 по 1962 год вернулась в Англию, обучаясь по стипендии Международного агентства по атомной энергии в Отделении радиобиологических исследований Совета медицинских исследований в Харуэлле. В 1964 году она стала заведующей кафедрой физиологии минерального обмена и получила должность научного консультанта, проработав в этом качестве до 1989 года.
Исследования Костял были сосредоточены на фармакокинетике и токсичности тяжёлых металлов для человека. Её особенно интересовало, как микроэлементы взаимодействуют с обменом веществ в организме и как на него влияет радиация. Её исследования оказали влияние на принятие международных рекомендаций по ежедневному потреблению кальция, а также пределов уровня воздействия тяжёлых металлов в окружающей среде на человека. Участвуя в многочисленных международных проектах, она читала лекции на конференциях и опубликовала около 280 научных статей и анализов в различных журналах и книгах.
В 1981 году она стала ассоциированным членом Югославской академии наук и искусств. Избранная полноправным членом Хорватской академии наук и искусств в 1991 году, в следующем году она получила Премию за выдающиеся достижения. После выхода на пенсию она продолжила исследования и публикации по своей специальности, в том числе такие работы, как «Металлы в среде обитания человека и их влияние на здоровье» (1991–1994) и «Металлы: воздействие, эффекты и противоядия» (1996). В 1996 году президент Франьо Туджман наградил её Орденом Хорватской утренней звезды в знак признания её научной работы.

## Смерть
Костял-Шимонович умерла 29 апреля 2018 года в Загребе и была похоронена 3 мая 2018 года на Мирогойском кладбище.

### Сноски
1. 1 2  Akademkinja Krista Kostial-Šimonović — 1866.
2. 1 2  Krista Kostial-šimonović // Hrvatski biografski leksikon (хорв.) — 1983.
3. 1 2  Brozović D., Ladan T. Krista Kostial-Šimonović // Hrvatska enciklopedija (хорв.) — LZMK, 1999. — 9272 с.
4. 1 2  Umrla akademkinja Krista Kostial-Šimonović (хорв.)
5. 1 2  In Memoriam, 2018.
6. 1 2 3  Serija Ljetopis, 1981, с. 312.
7. 1 2 3 4  Croatian Academy of Science and Art, 2014.
8. 1 2  Croatian Encyclopedia, 2018.
9. 1 2 3  Hina, 2018.